# Bahnhof Ōgaki
Der Bahnhof Ōgaki (jap. 大垣駅, Ōgaki-eki) ist ein Bahnhof auf der japanischen Insel Honshū. Er wird gemeinsam von den Bahngesellschaften JR Central, Tarumi Tetsudō und Yōrō Tetsudō betrieben und befindet sich in der Präfektur Gifu auf dem Gebiet der Stadt Ōgaki westlich von Gifu.

## Verbindungen
Ōgaki ist ein Trennungsbahnhof an der Tōkaidō-Hauptlinie, einer der bedeutendsten Bahnstrecken Japans, die Kōbe mit Osaka, Nagoya und Tokio verbindet. Von dieser zweigen hier die Mino-Akasaka-Linie, die Tarumi-Linie und die Yōrō-Linie ab.
JR Central und JR West bieten gemeinsam die Schnellzug-Gattung Shirasagi an. Acht Zugpaare je Tag verbinden den Bahnhof Nagoya mit Gifu, Ōgaki, Maibara und Tsuruga. Im Regionalverkehr auf der Tōkaidō-Hauptlinie bietet JR Central an Werktagen tagsüber vier bis sechs Züge je Stunde an, während der Hauptverkehrszeit bis zu zwölf in der Hauptlastrichtung. Es werden vier Gattungen von Eilzügen unterschieden. Allen gemeinsam ist, dass zwischen Toyohashi und Gifu die Anzahl der Halte variiert; zwischen Gifu und Maibara halten die Züge hingegen an allen Bahnhöfen. Ihre Bezeichnungen lauten „Special Rapid“ (特別快速, Tokubetsu kaisoku), „New Rapid“ (新快速, Shin kaisoku), „Rapid“ (快速, Kaisoku) und „Semi Rapid“ (区間快速, Kukan kaisoku). Die Mino-Akasaka-Linie, eine Zweigstrecke der Tōkaidō-Hauptlinie nach Mino-Akasaka, wird während der Hauptverkehrszeit etwa alle 20 bis 40 Minuten befahren, sonst ungefähr stündlich (mit einer dreistündigen Taktlücke am frühen Nachmittag).
Züge der Bahngesellschaft Tarumi Tetsudō befahren die Tarumi-Linie tagsüber und abends ungefähr alle 40 bis 90 Minuten, während der Stoßzeit etwa alle 20 bis 30 Minuten. Der Fahrplan der Yōrō-Linie ist zweigeteilt. Züge der Yōrō Tetsudō fahren auf der südlichen Sektion nach Kuwana je nach Tageszeit alle 30 bis 40 Minuten, auf der nördlichen Sektion nach Ibi alle 20 bis 60 Minuten.
Ōgaki ist eine bedeutende Drehscheibe des lokalen und regionalen Busverkehrs. Rund um den südlichen Bahnhofsvorplatz, der wie ein Kreisverkehr gestaltet ist, sind mehrere Haltestellen angeordnet. Von hier aus verkehren mehr als 30 Linien der Gesellschaft Meihan Kintetsu Bus, die hier auch eine Verkaufsstelle betreibt. Über zehn weitere Linien derselben Gesellschaft verkehren von den Haltestellen am nördlichen Bahnhofsvorplatz aus.

## Anlage
Der Bahnhof steht an der Grenze zwischen den Stadtteilen Hayashimachi im Norden und Takayachō im Süden. Die südliche Nachbarschaft ist das zentrale Geschäftsviertel der Stadt; dort sind auch die teilweise rekonstruierte Burg Ōgaki, das städtische Kunstmuseum, der Tokiwa-Schrein und verschiedene öffentliche Einrichtungen zu finden. Im Norden befindet sich, getrennt durch einen weitläufigen Parkplatz, das Einkaufszentrum Aqua Walk Ōgaki.
Die Anlage ist von Osten nach Westen ausgerichtet und umfasst 19 Gleise, die in drei Bereiche unterteilt sind: Den gemeinsamen Durchgangsbahnhof der Bahngesellschaften JR East und Tarumi Tetsudō, den Kopfbahnhof der Yōrō Tetsudō sowie eine Abstellanlage dazwischen. Den Mittelpunkt bildet das sechsgeschossige Empfangsgebäude am südlichen Bahnhofsvorplatz. Es enthält auf den drei unteren Stockwerken das Einkaufszentrum Asty Ōgaki, das knapp 20 Läden und Gastronomiebetriebe zählt und von einer Tochtergesellschaft von JR Central betrieben wird. Unmittelbar nördlich davon befindet sich der aufgeständerte Bahnhofteil von JR East und Tarumi Tetsudō mit sieben Gleisen. Fünf Durchgangsgleise liegen am Hausbahnsteig und zwei überdachten Mittelbahnsteigen. Letztere sind an jeweils einem Ende als Zungenbahnsteig mit zusätzlichem Stumpfgleis ausgeführt. Der Zugang zu den Mittelbahnsteigen erfolgt über eine breite überdachte Fußgängerbrücke, die zum nördlichen Bahnhofsvorplatz führt und dort in eine weitere Fußgängerbrücke zum Aqua Walk Ōgaki übergeht.
Die Yōrō Tetsudō verfügt über ein eigenes ebenerdiges Bahnhofsgebäude, das an die Südwestecke des JR-East-Empfangsgebäudes angebaut ist. Es besitzt einen überdachten Mittelbahnsteig mit zwei Stumpfgleisen, die an einem Querbahnsteig enden. Aufgrund einer fehlenden Weiche kann Gleis 1 nur von Zügen aus Richtung Kuwana befahren werden, während Gleis 2 sowohl von Kuwana als auch von Ibi her erreichbar ist. Der Fahrplan ist so gestaltet, dass zwischen beiden Teilstrecken der Yōrō-Linie zwingend umgestiegen werden muss; es gibt keine durchgehenden Verbindungen. Zwischen den Gleisen der Yōrō Tetsudō und den Durchgangsgleisen von JR East liegt eine Abstellanlage mit sieben Stumpfgleisen.
Im Fiskaljahr 2018 nutzten durchschnittlich 24.943 Fahrgäste täglich den Bahnhof. Davon entfielen 17.152 auf JR East, 701 auf die Tarumi Tetsudō und 7090 auf die Yōrō Tetsudō.

## Bilder

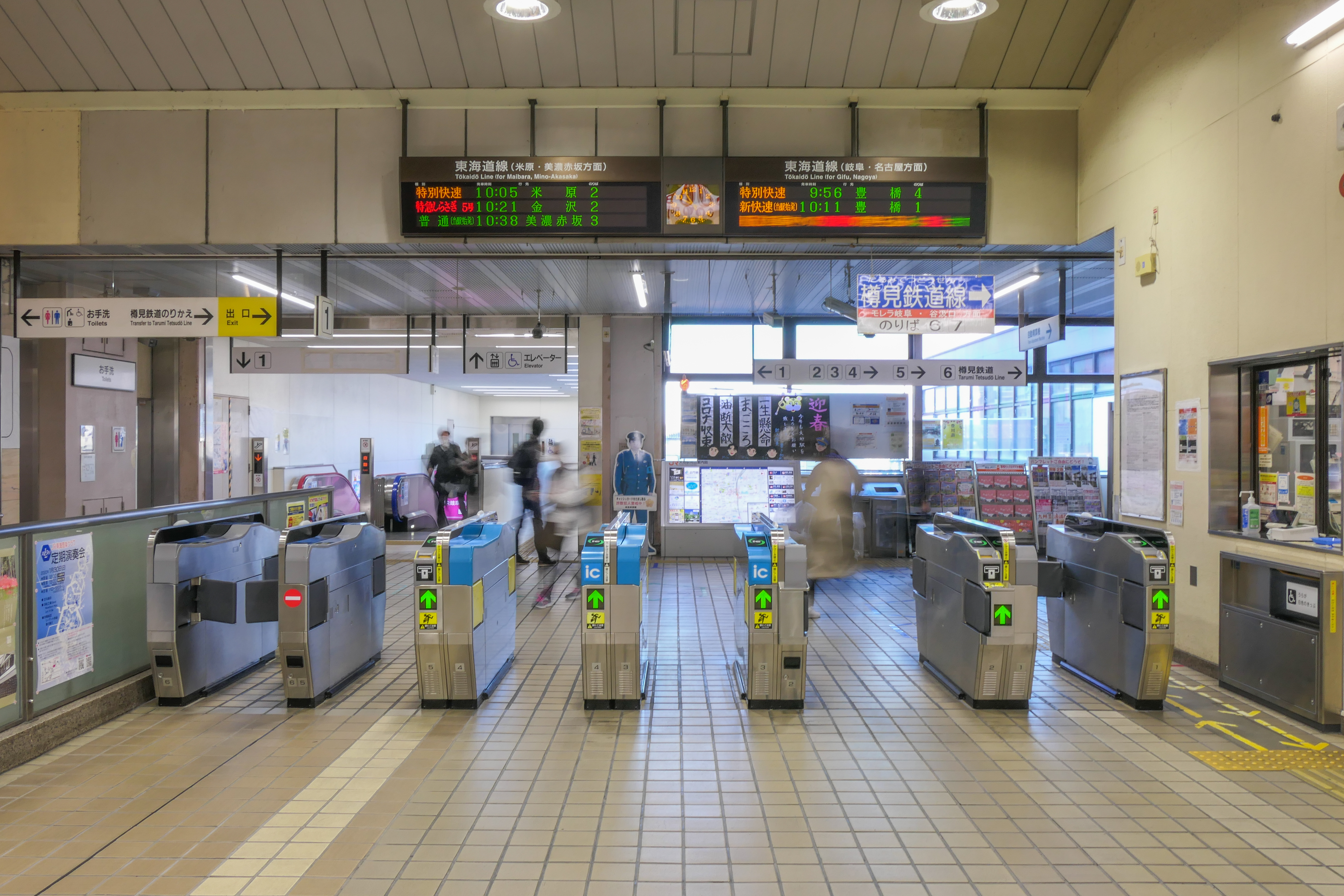
Bahnsteigsperren
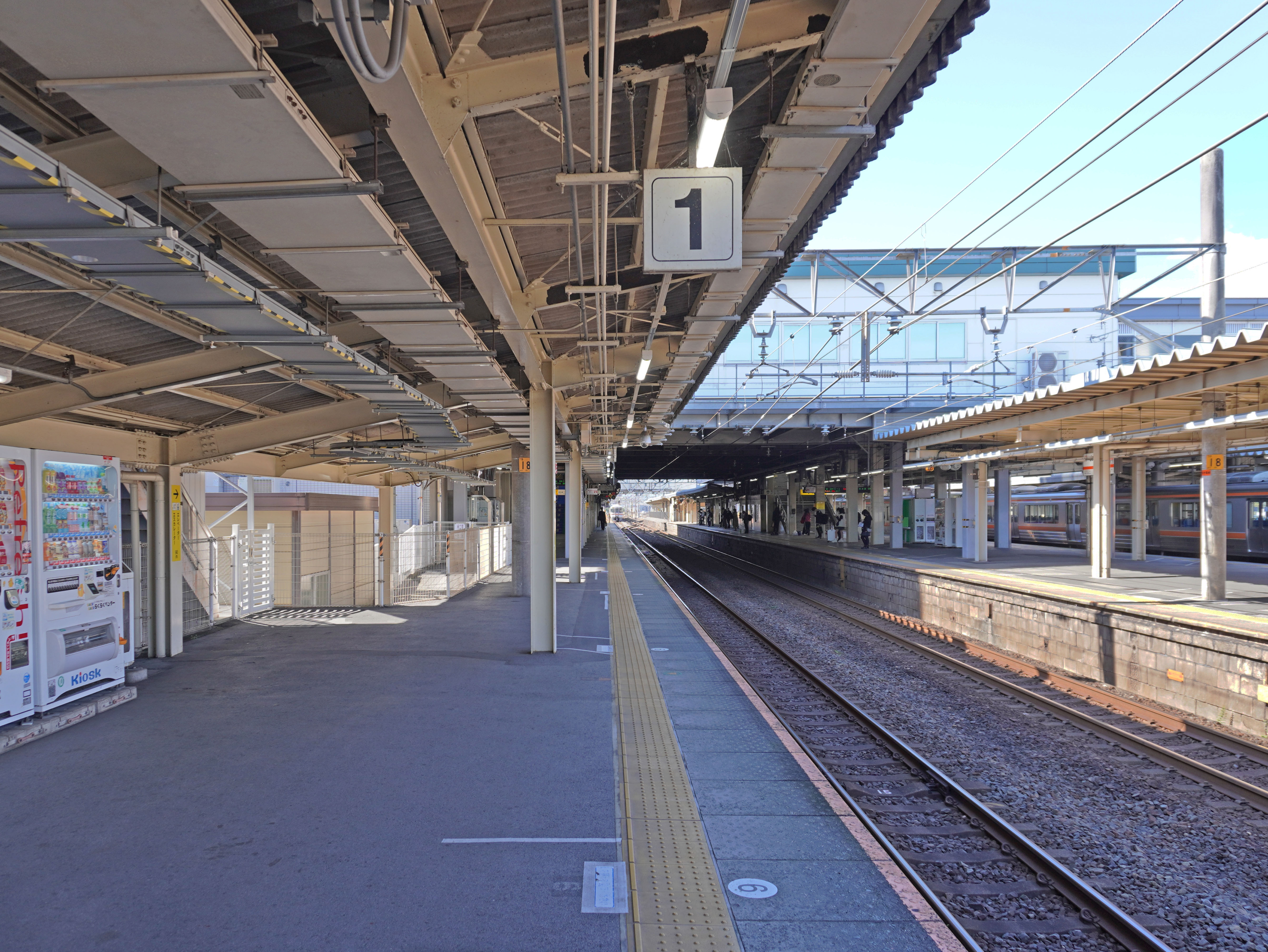
Bahnsteige von JR Central
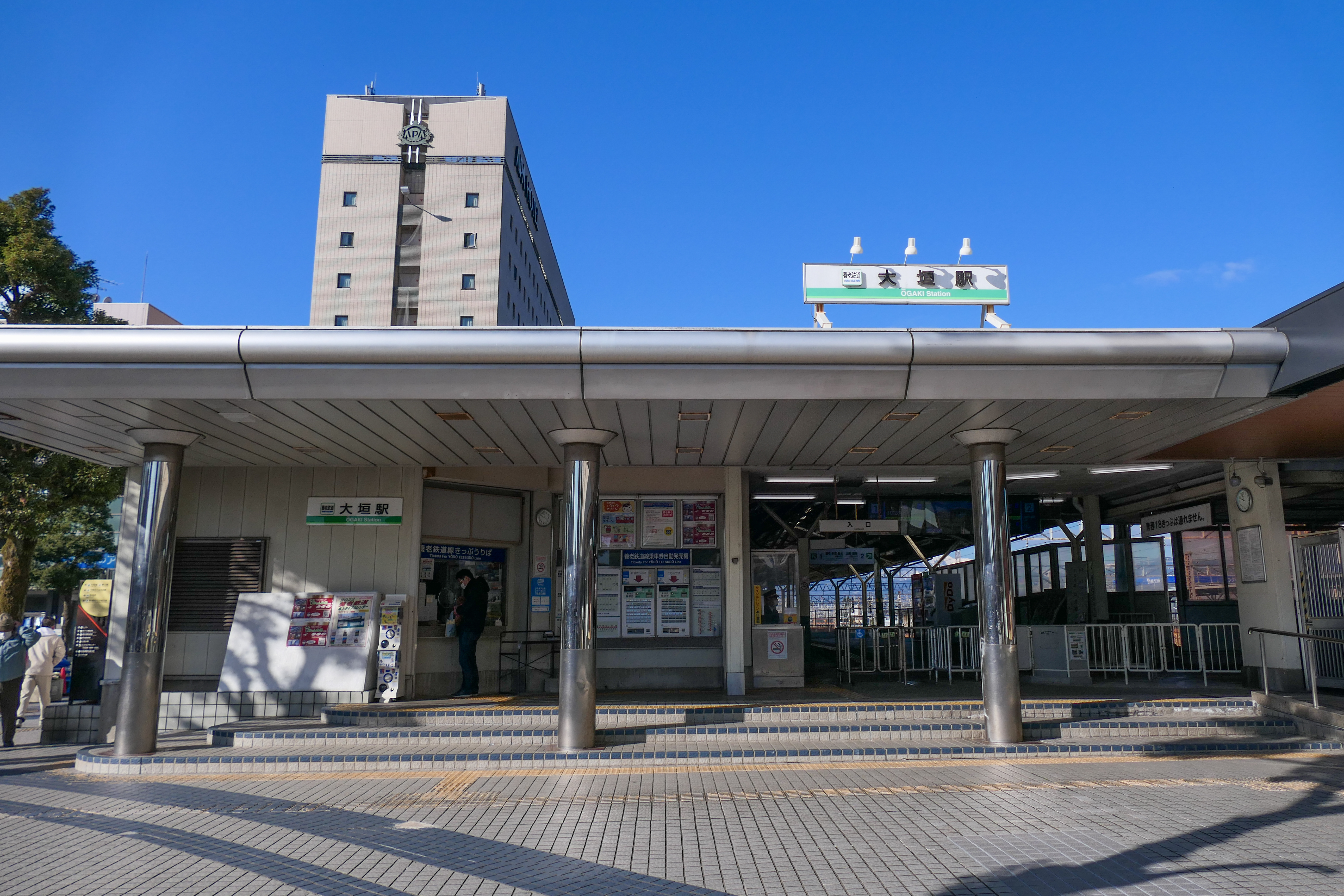
Kopfbahnhof der Yōrō-Linie
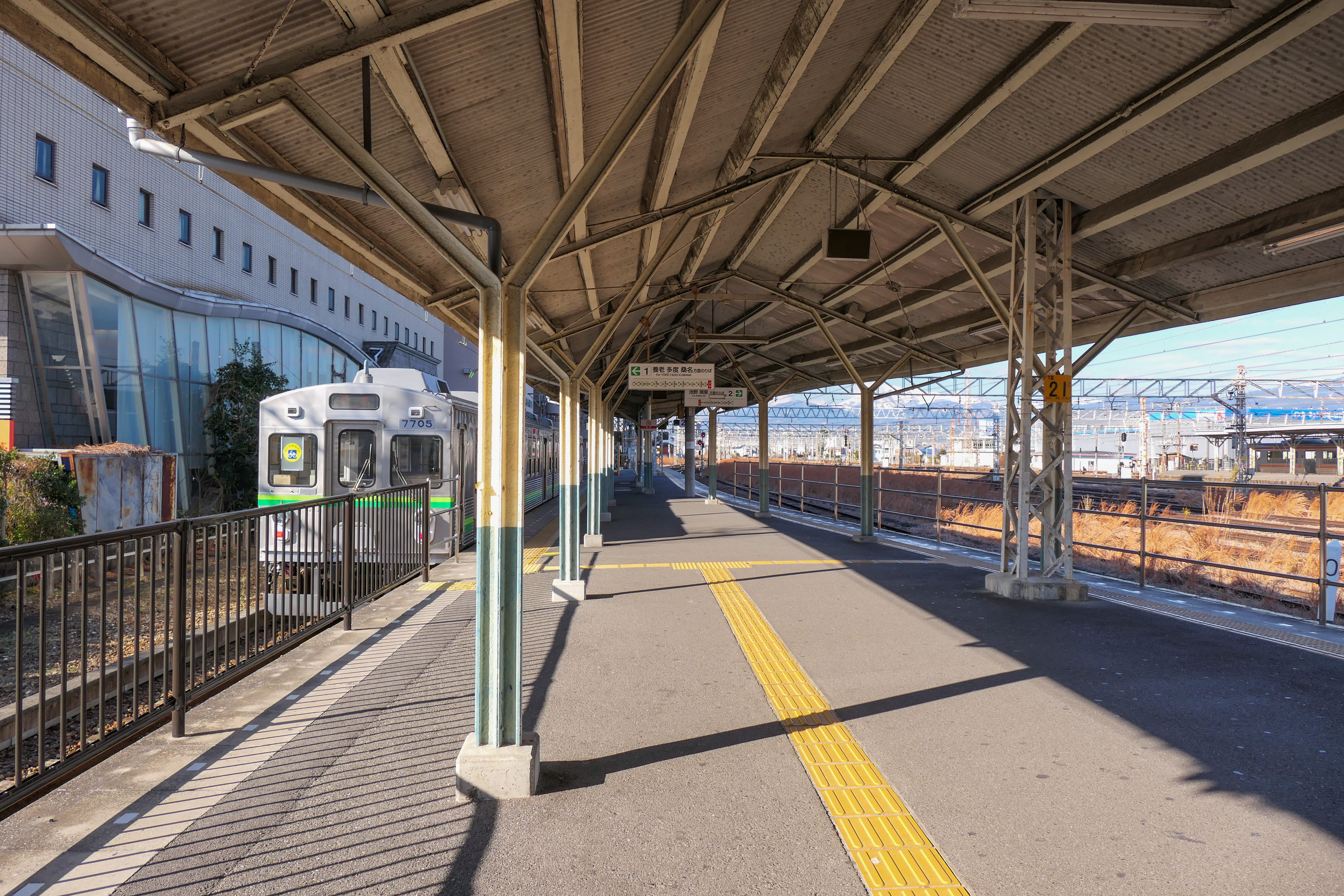
Bahnsteig der Yōrō-Linie

## Gleise

Gleisplan

JR Central / Tarumi Tetsudō
| 1/2 | ▉ Tōkaidō-Hauptlinie | Maibara                                 |
| 3   | ▉ Mino-Akasaka-Linie | Mino-Akasaka                            |
| 4/5 | ▉ Tōkaidō-Hauptlinie | Gifu • Nagoya • Mikawa-Anjō • Toyohashi |
| 6/7 | ▉ Tarumi-Linie       | Tarumi                                  |

Yōrō Tetsudō
| 1 | ▉ Yōrō-Linie | Kuwana |
| 2 | ▉ Yōrō-Linie | Ibi    |

## Linien
| Verlauf der Tōkaidō-Hauptlinie (Toyohashi–Maibara) |
| --- |
| Toyohashi • Nishi-Kozakai • Aichi-Mito • Mikawa-Ōtsuka • Mikawa-Miya • Gamagōri • Mikawa-Shiotsu • Sangane • Kōda • Aimi • Okazaki • Nishi-Okazaki • Anjō • Mikawa-Anjō • Higashi-Kariya • Noda-Shinmachi • Kariya • Aizuma • Ōbu • Kyōwa • Minami-Ōdaka • Ōdaka • Kasadera • Atsuta • Kanayama • Otōbashi • Nagoya • Biwajima • Kiyosu • Inazawa • Owari-Ichinomiya • Kisogawa • Gifu • Nishi-Gifu • Hozumi • Ōgaki • Tarui • Sekigahara • Kashiwabara • Ōmi-Nagoka • Samegai • Maibara |

## Geschichte
Die staatliche Eisenbahnverwaltung eröffnete den Bahnhof am 25. Mai 1884, zusammen mit dem von Sekigahara bis hierhin führenden Abschnitt der Tōkaidō-Hauptlinie. Knapp zweieinhalb Jahre lang war Ōgaki die östliche Endstation, bis zur Inbetriebnahme des daran anschließenden Teilstücks nach Gifu am 21. Januar 1887. Das Mino-Owari-Erdbeben am 28. Oktober 1891 zerstörte das Empfangsgebäude vollständig, die Strecke selbst war daraufhin fünfeinhalb Monate lang für den Bahnverkehr gesperrt. Schrittweise erfolgte der Ausbau zu einem Eisenbahnknoten. Die Yōrō Tetsudō eröffnete am 31. Juli 1913 das von Yōrō über Ōgaki nach Ikeno führende Teilstück der Yōrō-Linie. Am 1. August 1919 nahm das Eisenbahnministerium die Mino-Akasaka-Linie in Betrieb, eine kurze Zweigstrecke der Tōkaidō-Hauptlinie zum Bahnhof Mino-Akasaka. Schließlich kam am 20. März 1956 das von der Japanischen Staatsbahn erbaute Teilstück nach Tamigumi-guchi hinzu.
Nachdem das aus der Anfangszeit stammende Empfangsgebäude 1940 renoviert worden war, erhielt der bisher nur von Süden her zugängliche Bahnhof im Dezember 1958 auch einen Zugang von der Nordseite her. Am 6. Februar 1984 übernahm die neu gegründete Tarumi Tetsudō die Betriebsführung der Tarumi-Linie. Mit der Inbetriebnahme eines provisorischen Empfangsgebäudes begann im Dezember desselben Jahres ein grundlegender Umbau. Es entstanden ein Reiterbahnhof und eine neue Fußgängerüberführung, ebenso wurden die Gleise und Bahnsteige auf Viadukte verlegt. Die entsprechenden Arbeiten waren am 19. März 1986 abgeschlossen. Im Rahmen der Staatsbahnprivatisierung ging der staatliche Teil des Bahnhofs am 1. April 1987 in den Besitz der neuen Gesellschaft JR East über. Diese ersetzte 2009 die Nord-Süd-Passage durch einen an die Bedürfnisse der Barrierefreiheit angepassten Neubau.